# St. Martinus (Nettesheim)

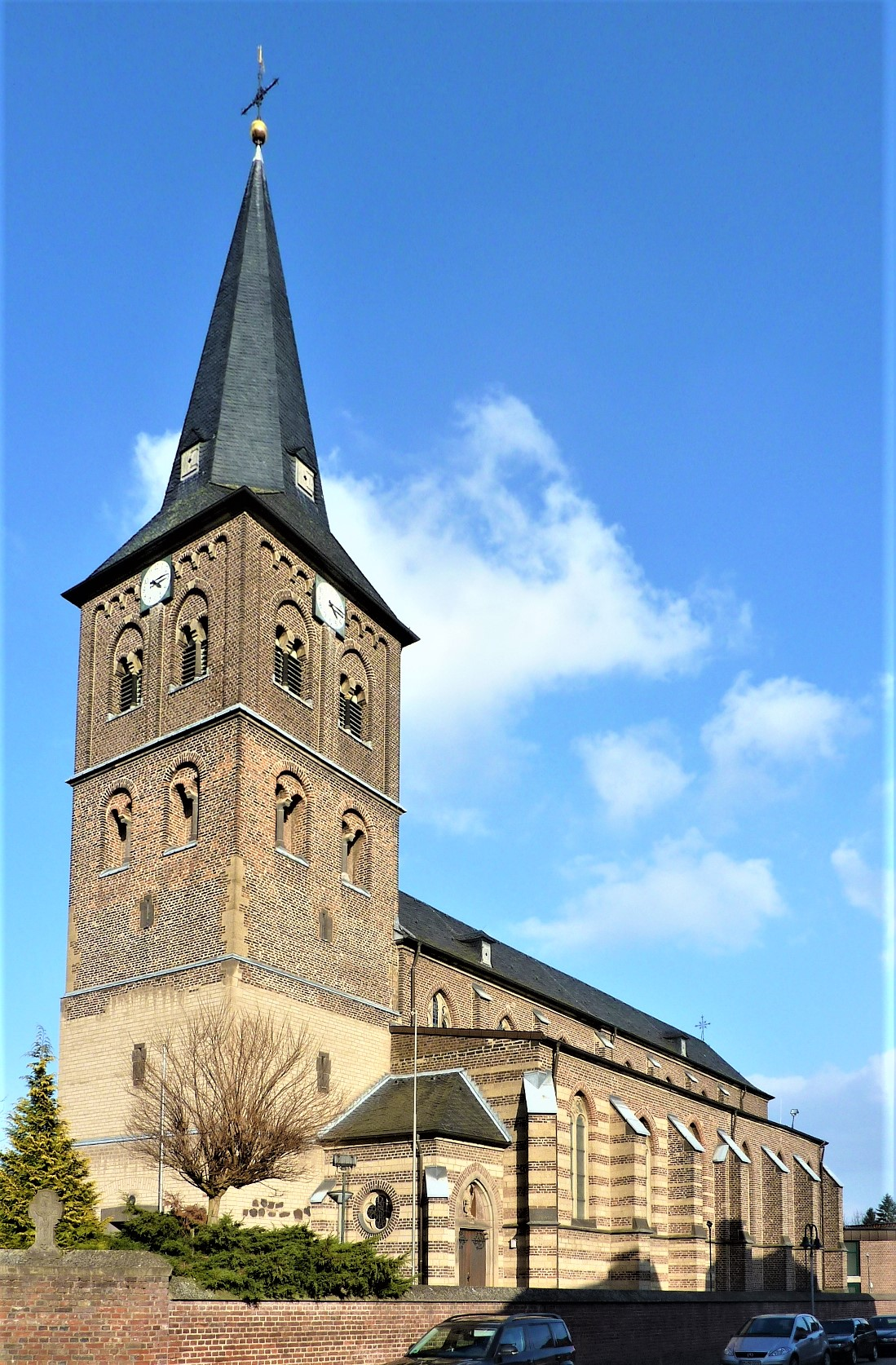
St. Martinus

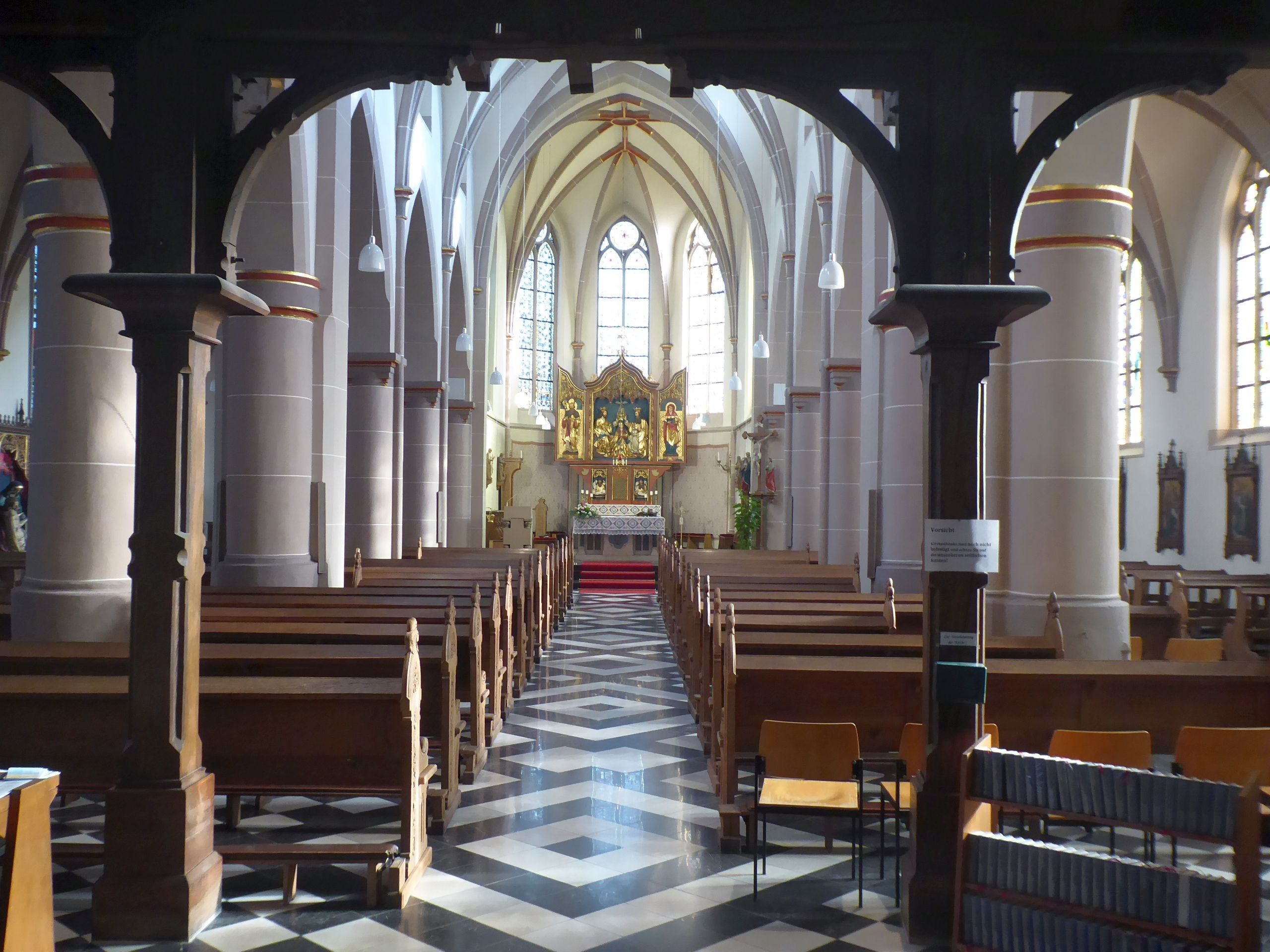
Inneres

St. Martinus ist die römisch-katholische Kirche von Nettesheim, einem Ortsteil von Rommerskirchen im Rhein-Kreis Neuss.

## Geschichte
Um 1100 existierte in Nettesheim ein Fronhof des Kölner Stiftes St. Kunibert, zu dem St. Martinus wohl als Eigenkirche gehörte. 1195 wurde die Kirche als Pfarrkirche genannt. Die Untergeschosse des heutigen Westturmes wurden im 12. Jahrhundert errichtet. Während der Belagerung von Neuss 1474/75 wurde die Kirche schwer beschädigt. Das Langhaus wurde im Jahr 1515 im spätgotischen Stil im für die Region typischen Wechsel aus Tuff- und Ziegelstein, wie zum Beispiel St. Cosmas und Damian in Glesch oder St. Remigius in Bergheim, errichtet.
1858 wurde der Chor der Kirche niedergelegt und das Langhaus um drei neugotische Joche sowie einen neuen Chorraum erweitert. 1884 wurden die westlichen spätgotischen Joche auf die Höhe des Anbaus erhöht. Ebenso wurde der Turm erhöht.